# 21e étape du Tour de France 2008
Pour un article plus général, voir Tour de France 2008.
La 21e et dernière étape du Tour de France 2008 s'est déroulée le 27 juillet. Le parcours de 143 km reliait Étampes à Paris (Champs-Élysées).

## Profil de l'étape
Cette dernière étape prend son départ à Étampes, dans l'Essonne. Le parcours se dirige vers Paris en passant par les Yvelines et les Hauts-de-Seine. Deux côtes de 4e catégorie ponctuent ce trajet, à Saint-Rémy-lès-Chevreuse (48e km) et Châteaufort (51,5e km). Les coureurs rejoignent Paris au 83e kilomètres de course et achèvent ce Tour de France après huit tours d'un circuit dans les rues de la capitale, la ligne d'arrivée étant située sur l'avenue des Champs-Élysées.

## La course
Le début d'étape est traditionnellement parcouru à une faible allure, jusqu'aux Champs-Élysées. Plusieurs attaques se succèdent ensuite dans les rues parisiennes. Sylvain Chavanel est le dernier coureur à tenter sa chance. Il part à 3 kilomètres du but mais est repris par les équipes de la Quick Step.
Emmené par Steven de Jongh, Gert Steegmans creuse immédiatement un écart important sur les autres sprinteurs et remporte l'étape devant Gerald Ciolek. Steegmans « sauve » le Tour de France de l'équipe Quick Step, privée de Tom Boonen, et dont leader pour le classement général Stijn Devolder a abandonné.
Cette étape ne modifie pas le classement général. À 33 ans, Carlos Sastre est le troisième vainqueur espagnol du Tour en trois éditions. Les différents porteurs de maillots distinctifs conservent leur tunique : Óscar Freire a le maillot vert, Bernhard Kohl le maillot à pois et Andy Schleck le maillot blanc. L'équipe CSC Saxo Bank est la meilleure équipe. Le Belge Wim Vansevenant est le premier coureur à terminer dernier de trois Tours consécutifs.

## Sprints intermédiaires
| Premier   | José Iván Gutiérrez | 6 Pts. |
| Deuxième  | Xavier Florencio    | 4 Pts. |
| Troisième | Joost Posthuma      | 2 Pts. |

| Premier   | Carlos Barredo   | 6 Pts. |
| Deuxième  | Nicolas Vogondy  | 4 Pts. |
| Troisième | Volodymyr Gustov | 2 Pts. |

## Côtes
| Premier   | Bernhard Kohl  | 3 Pts. |
| Deuxième  | Gert Steegmans | 2 Pts. |
| Troisième | Bernhard Eisel | 1 Pts. |

| Premier   | Sebastian Lang | 3 Pts. |
| Deuxième  | Freddy Bichot  | 2 Pts. |
| Troisième | Marco Marzano  | 1 Pts. |

## Classement de l'étape
| 1.  | Gert Steegmans    | Quick Step      | en | 3 h 51 min 38 s |
| 2.  | Gerald Ciolek     | Columbia        | +  | m.t.            |
| 3.  | Óscar Freire      | Rabobank        |    | m.t.            |
| 4.  | Robbie McEwen     | Silence-Lotto   |    | m.t.            |
| 5.  | Thor Hushovd      | Crédit agricole |    | m.t.            |
| 6.  | Julian Dean       | Garmin Chipotle |    | m.t.            |
| 7.  | Stefan Schumacher | Gerolsteiner    |    | m.t.            |
| 8.  | Robert Förster    | Gerolsteiner    |    | m.t.            |
| 9.  | Leonardo Duque    | Cofidis         |    | m.t.            |
| 10. | Robert Hunter     | Barloworld      |    | m.t.            |

## Classement général

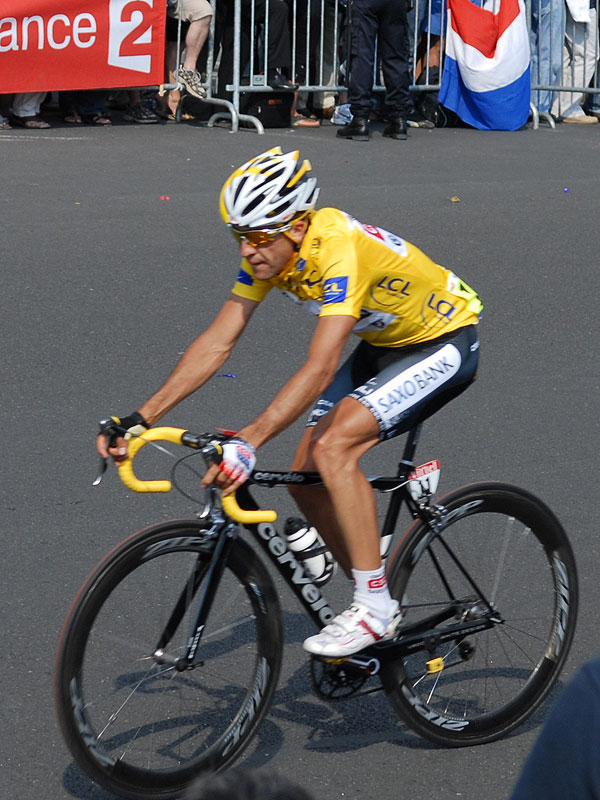
Carlos Sastre lors de la

| 1.  | Carlos Sastre         | CSC Saxo Bank     | en | 87 h 52 min 52 s |
| 2.  | Cadel Evans           | Silence-Lotto     | +  | 58 s             |
| 3.  | Bernhard Kohl         | Gerolsteiner      |    | 1 min 13 s       |
| 4.  | Denis Menchov         | Rabobank          |    | 2 min 10 s       |
| 5.  | Christian Vande Velde | Garmin Chipotle   |    | 3 min 05 s       |
| 6.  | Fränk Schleck         | CSC Saxo Bank     |    | 4 min 28 s       |
| 7.  | Samuel Sánchez        | Euskaltel-Euskadi |    | 6 min 25 s       |
| 8.  | Kim Kirchen           | Columbia          |    | 6 min 55 s       |
| 9.  | Alejandro Valverde    | Caisse d'Épargne  |    | 7 min 12 s       |
| 10. | Tadej Valjavec        | AG2R La Mondiale  |    | 9 min 05 s       |

## Classements annexes

### Classement par points
| Classement par points | Total   |
| --------------------- | ------- |
| Óscar Freire          | 270 pts |
| Erik Zabel            | 220 pts |
| Thor Hushovd          | 217 pts |

### Classement de la montagne
| Classement de la montagne | Total   |
| ------------------------- | ------- |
| Bernhard Kohl             | 128 pts |
| Carlos Sastre             | 80 pts  |
| Fränk Schleck             | 80 pts  |

### Classement du meilleur jeune
| Classement du meilleur jeune | Total            | Total            |
| ---------------------------- | ---------------- | ---------------- |
| Andy Schleck                 | 88 h 04 min 24 s | 88 h 04 min 24 s |
| Roman Kreuziger              | +                | 1 min 17 s       |
| Vincenzo Nibali              | +                | 17 min 01 s      |

### Classement par équipes
| Classement par équipes | Total             | Total             |
| ---------------------- | ----------------- | ----------------- |
| CSC Saxo Bank          | 263 h 29 min 57 s | 263 h 29 min 57 s |
| AG2R La Mondiale       | +                 | 15 min 35 s       |
| Rabobank               | +                 | 1 h 05 min 26 s   |

### Combativité
Nicolas Vogondy (Agritubel)